# Грефенкруг
Грефенкруг (нім. Grevenkrug) — громада в Німеччині, розташована в землі Шлезвіг-Гольштейн. Входить до складу району Рендсбург-Екернферде. Складова частина об'єднання громад Бордесгольм.
Площа — 4,16 км2. Населення становить 211 ос. (станом на 31 грудня 2020).

## Галерея

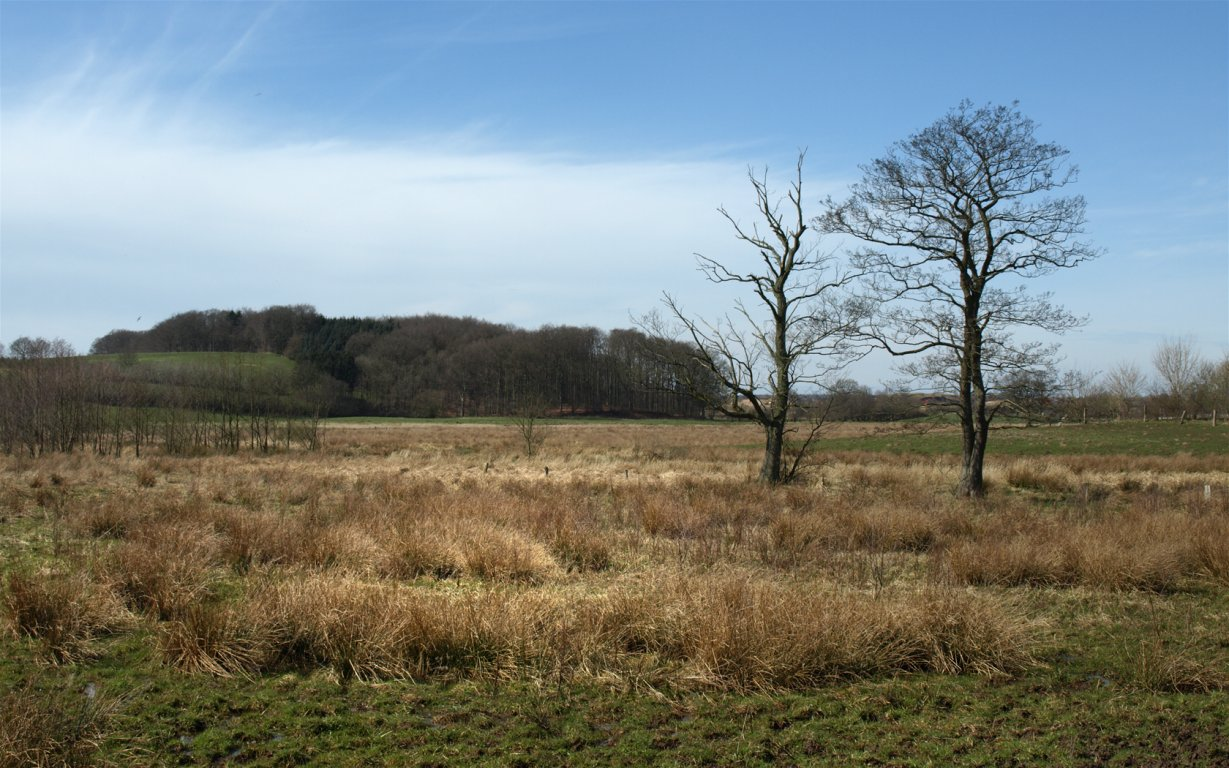
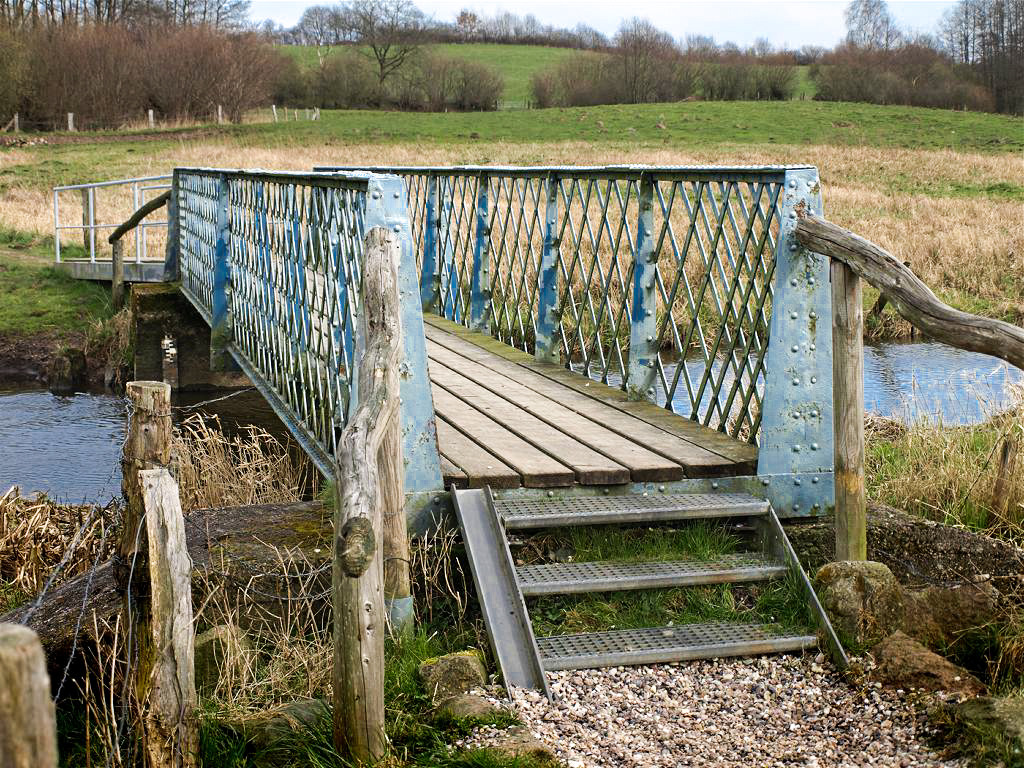